# Dimitrios Agravanis
Dimitrios Agravanis (grego: Δημήτρης Αγραβάνης) (Marousi, 20 de outubro de 1994) é um basquetebolista profissional grego que atualmente joga na HEBA Basket e Euroliga pelo Olympiacos Pireu. O atleta possui 2,08m e atua na posição Ala-pivô. 